# Jason Brown (calciatore)
Jason Roy Brown (Southwark, 18 maggio 1982) è un ex calciatore gallese, di ruolo portiere.